# Concurso de agentes
O concurso de agentes é um conceito do Direito Penal presente fortemente na doutrina jurídica brasileira, que descreve o ato de quando várias pessoas participam para a realização de uma infração penal. Está previsto no art. 29 do Código Penal Brasileiro, que descreve que para a sua caracterização, são necessários os seguintes requisitos:pluralidade de condutas; relevância causal de cada uma; liame subjetivo; identificação da infração para todos os participantes.
Para Fábio Miranda Mirabete, o concurso é descrito como sendo "a ciente e voluntária participação de duas ou mais pessoas na mesma infração penal, havendo uma convergência de vontades visando um fim comum", não sendo necessário que haja uma combinação entre as vontades dos agentes. Nelson Hungria, por sua vez, discorda deste ponto.